# 磁性半导体
磁性半导体（英語：Magnetic semiconductor）是一种同时体现铁磁性和半导体特性的半导体材料。如果在设备里使用磁性半导体，它们将提供一种新型的导电方式。尽管传统的电子技术基于载流子（N型或者P型），实用的磁性半导体允许对量子自旋的控制。理论上，这将提供接近完全的自旋极化（在铁等材料中仅能提供至多50%的极化），这是自旋电子学的一个重要应用，例如自旋晶体管（spin transistors）。

## 相關連結
- 大野英男